# سیف‌الدین آشتیانی
سیف‌الدین آشتیانی (زادهٔ ۱۳۴۳ در خرم‌آباد) خوانندهٔ موسیقی لُری اهل ایران است.

## زندگی هنری
سیف‌الدین آشتیانی در سال ۱۳۴۳ در خرم‌آباد متولد شد.وی اصالتا از طایفه زینل از ایل بزرگ سکوند می باشد. ده سال از دوران نوجوانی و جوانی خود را در شهر اندیمشک گذراند. او خوانندگی را به صورت جدی از سال ۱۳۶۸ آغاز کرد. وی با استفاده از تجربیات محمد میرزاوندی و کسب دقایق این فن از محضر او، اولین آلبوم موسیقی خود را به نام «سوز سوار» با کمانچه «حسین سالم» روانه بازار نمود.
وی همچنین عضو شورای اسلامی شهر خرم‌آباد و از اعضای کمیسیون فرهنگی اجتماعی این شورا است. او همچنین کارمند بانک ملی لرستان می‌باشد.
در مرداد ۱۳۸۶ گروه موسیقی محلی «آساره» به خوانندگی سیف الدین آشتیانی از شهرستان دورود به عنوان گروه برتر جشنواره موسیقی محلی کشور برگزیده شد.
همچنین در شهریور ۱۳۹۶ در دهمین جشنواره موسیقی محلی مناطق زاگرس‌نشین کشور، گروه «بهارباد» به خوانندگی سیف الدین آشتیانی عنوان برترین گروه را کسب کرد.

## فعالیت‌های هنری
از جمله فعالیت‌های هنری سیف‌الدین آشتیانی به موارد زیر می‌توان اشاره نمود:
- کنسرت به همراه «احسان عبدی پور» و گروه موسیقی «زیگورات شوش» ۱۳۹۶[۸]
- کنسرت به همراه «ایرج رحمانپور» و گروه موسیقی «راهو» ۱۳۹۵[۹]
- کنسرت به همراه گروه موسیقی «زاگرس» در تاجیکستان نوروز ۱۳۹۴[۱۰]
- کنسرت به همراه «کورش اسدپور»، «بهمن رجبی» و گروه موسیقی «گهر» ۱۳۹۳[۱۱]
- کنسرت به همراه گروه موسیقی «زاگرس» در سی امین جشنواره بین‌المللی موسیقی فجر ۱۳۹۳[۱۲]
- کنسرت به همراه «امین عباسی» و گروه موسیقی «زاگرس» در مجموعه تاریخی قلعه فلک الافلاک ۱۳۹۱[۱۳]
- کنسرت به همراه «امین عباسی» و گروه موسیقی «زاگرس» در مجموعه تئاتر «تریسا کاردینا» در شهر کاراکاس ونزوئلا ۱۳۹۰[۱۴]

## آثار
- قطعه عروس آسمونی - آهنگساز و تنظیم کننده: داوود رضایی
- قطعه کوچکله - کمانچه : محمد باجلاوند تنبک : بابک صادقی
- آلبوم  هوار اِ یار - تنظیم کننده و آهنگساز: باقر بیرانوند - شامل ۸ قطعه
- آلبوم سوز سوار - به اهتمام اردشیر کامکار - شامل ۷ قطعه
- آلبوم قافله گل -آهنگساز: نبی‌اله فیروزی -شامل ۹ قطعه
- آلبوم چش تر -موسیقی محلی لری شامل ۸ قطعه - تنظیم: محمد باجلاوند- شاعر: رمضان پرورده
- آلبوم گُلوَنی - موسیقی محلی لری شامل ۸ قطعه - تنظیم محمد باجلاوند [۱۵]
- آلبوم ستین اشکسه - آهنگساز وتنظیم کننده: رضاپرویز زاده شامل ۸ قطعه
- آلبوم راز انار - ملودی وشعر از ایرج رحمان پور - شامل ۷ قطعه
- قطعه آهو خیال
- آلبوم روز سفر -آهنگساز: ساسان بازگیر - شامل ۷ قطعه